# Gaëlle Skrela
Gaëlle Skrela  (nacida el 24 de enero de 1983 en Toulouse, Francia) es una exjugadora de baloncesto francesa. Con 1.77 metros de estatura, jugaba en la posición de escolta. Su hermano David Skrela y su padre Jean-Claude Skrela fueron profesionales en rugby.